# GUARANT International
GUARANT International spol. s r.o. je česká společnost působící v oboru kongresové turistiky. Zaměřuje se na pořádání kongresů a konferencí. Na trhu působí od roku 1991, do roku 2004 pod názvem Guarant. Sídlí v Praze a Bratislavě.

## Služby
GUARANT International poskytuje služby spojené s přípravou a organizací kongresů, konferencí, společenských akcí a dalších setkání. Nejčastěji se jedná o služby ve formátu PCO (Professional Congress Organizer), nebo služby ve formátu DMC (Destination Management Company). Dále nabízí Core PCO služby, které umožňují klientům plánovat na více než jedno konferenční období. Obvykle se týkají organizace série tří až pěti kongresů pro danou mezinárodní asociaci. Firma rovněž poskytuje tzv. asociační management pod značkou Asociační dům, kde nabízí služby vědeckým a odborně zaměřeným společnostem (asociacím). Společnost dále nabízí služby pro firemní klienty (realizace firemních večírků, galavečeří, uvádění výrobků na trh nebo jiné formální akce) nebo tzv. venue management (pronájem a provoz konferenčních a společenských prostor). Ve spolupráci s partnerskou společností In Catering provozuje společnost čtyři společenské a konferenční prostory – Kaiserštejnský palác, Progesní dům v Malostranském paláci, Velkopřevorský palác a Konferenční centrum City.

## Historie
V roce 2000 se Guarant International podílela na pořádání výročního zasedání MMF a Světové banky v Praze. Dále se podílela na pořádání WONCA 2013,
třetího kongresu European ORL-HNS 2015 s 3 268 účastníky, International Microscopy Congresss 2014 s 3 500 účastníky a ESA 2015: The 12th Conference of the European Sociological Association.

## Členství v mezinárodních organizacích
GUARANT International je členem těchto mezinárodních organizací:
- IAPCO - The International Association of Professional Congress Organisers [11][12]
- ICCA - International Congress and Convention Association [13]
- Prague Convention Bureau - PCB [14]
- ESAE - European Society of Association Executives
- AMC Institute - Association Management Companies Institute
- PAC - Prague Association Centre
- Česká eventová asociace
- Bratislava Tourist Board[15]
- Slovak Convention Bureau [16]